# Capanemia adelaidae
Capanemia adelaidae är en orkidéart som beskrevs av Paulo Campos Porto och Alexander Curt Brade. Capanemia adelaidae ingår i släktet Capanemia och familjen orkidéer. Inga underarter finns listade i Catalogue of Life.